# Jasutoši Miura
Jasutoši Miura (japonsky: 三浦 泰年, * 15. červenec 1965) je bývalý japonský fotbalista.

## Klubová kariéra
Hrával za Verdy Kawasaki (Yomiuri), Šimizu S-Pulse, Avispa Fukuoka a Vissel Kóbe.

## Reprezentační kariéra
Jasutoši Miura odehrál za japonský národní tým v roce 1993 celkem 3 reprezentační utkání.

## Statistiky
| Japonsko | Japonsko | Japonsko |
| Roky     | Záp.     | Góly     |
| -------- | -------- | -------- |
| 1993     | 3        | 0        |
| Celkem   | 3        | 0        |